# Peinado de la plata
El peinado de la plata es una técnica de trabajo de este metal que se desarrolló en la época del Virreinato del Perú y que consiste en escobillar para limpiar las irregularidades menores de la superficie, previamente tratadas por medio de ácido débil.
En algunos casos con el peinado se da término al pulido, quedando entonces la superficie con un brillo mate no reflectante. Cuando se desea brillo y reflejo, se procede al bruñido a mano que da un acabado liso, como un espejo.
En la actualidad se siguen produciendo piezas con este estilo de trabajar la plata y es muy requerido por quienes llegan a hacer turismo en el Perú.